# دانشگاه اوچانومیزو
دانشگاه اوچانومیزو (به ژاپنی: お茶の水女子大学, Ochanomizu Joshi Daigaku)، یک دانشگاه زنانه در محله اوتسوکا در بونکیو-کو، توکیو، توکیو، ژاپن است. دانشگاه اوچانومیزو یکی از برترین دانشگاه‌های ملی در ژاپن است.